# بيتر أوليري
ميكائيل هستر (بالإنجليزية: Peter O'Leary)‏، من مواليد 3 مارس 1972، حكم كرة قدم نيوزلندي دولي، وهو دولي منذ عام 2003.
حكم في كأس العالم للشباب تحت 20 سنة 2007 وكأس العالم للأندية لكرة القدم 2009 وكأس العالم للشباب 2009 وكأس القارات 2009 وكأس العالم لكرة القدم 2010.

## روابط خارجية
- بيتر أوليري على موقع Soccerway.com (الإنجليزية)
- بيتر أوليري على موقع أوليمبيديا (الإنجليزية)